# Vandal Hearts II
Vandal Hearts II est un jeu vidéo de rôle tactique japonais développé et édité par Konami sur PlayStation en 1999. C'est la suite du jeu Vandal Hearts.
Le jeu se concentre sur le personnage de Joshua, du village de Polata, dont le joueur suit le récit de son enfance à la fin d'une guerre civile qui a éclaté dans son pays d'origine. La version Européenne est localisée en Français, Anglais et Allemand.